# Rodrigo Santana
Rodrigo Santana, genannt Rodrigão (* 17. April 1979 in São Paulo) ist ein brasilianischer Volleyballspieler.

## Karriere
Rodrigão begann seine Karriere 1996 in Suzano und wurde im gleichen Jahr brasilianischer Meister. 2000 wechselte er zu EC Banespa. Im folgenden Jahr gewann der Mittelblocker mit der brasilianischen Nationalmannschaft die Weltliga und die Südamerikameisterschaft. 2002 siegten die Brasilianer mit Rodrigão im Finale der Weltmeisterschaft gegen Russland. 2003 wiederholten sie die Erfolge in der Weltliga sowie in der kontinentalen Meisterschaft und gewannen außerdem den World Cup. Anschließend spielte der Mittelblocker eine Saison beim italienischen Erstligisten Estense Torri Ferrara. 2004 nahm er am olympischen Turnier teil, bei dem Brasilien durch einen Sieg gegen Italien die Goldmedaille gewann. Nach dem dritten Doppeltriumph in Weltliga und Südamerikameisterschaft kehrte er 2005 nach Italien zurück. Bei Lube Macerata ersetzte er einen tödlich verunglückten Spieler. Mit dem italienischen Team gewann Rodrigão 2006 die nationale Meisterschaft und den CEV-Pokal. 2007 war Brasilien wieder im World Cup erfolgreich. Im folgenden Jahr spielte Rodrigão in Peking sein zweites Olympiaturnier; diesmal unterlag seine Nationalmannschaft im Endspiel den USA. 2009 wechselte er zum brasilianischen Verein EC Pinheiros und 2011 zum Ligakonkurrenten SESI São Paulo. Bei den Olympischen Spielen 2012 in London gewann er mit Brasilien erneut die Silbermedaille. Nach einer halben Saison 2013 bei RJX Rio de Janeiro ging Rodrigão Anfang 2014 in den Iran zu Barij Essence Kaschan.